# Municipio de Broughton
El municipio de Broughton (en inglés: Broughton Township) es un municipio ubicado en el condado de Livingston en el estado estadounidense de Illinois. En el año 2010 tenía una población de 313 habitantes y una densidad poblacional de 3,43 personas por km².

## Geografía
El municipio de Broughton se encuentra ubicado en las coordenadas 40°58′46″N 88°18′10″O / 40.97944, -88.30278. Según la Oficina del Censo de los Estados Unidos, el municipio tiene una superficie total de 91.27 km², de la cual 91,27 km² corresponden a tierra firme y (0 %) 0 km² es agua.

## Demografía
Según el censo de 2010, había 313 personas residiendo en el municipio de Broughton. La densidad de población era de 3,43 hab./km². De los 313 habitantes, el municipio de Broughton estaba compuesto por el 99,04 % blancos, el 0,32 % eran amerindios, el 0,64 % eran de otras razas. Del total de la población el 0,96 % eran hispanos o latinos de cualquier raza.